# Michel Maffesoli
Michel Maffesoli, né le 14 novembre 1944 à Graissessac (Hérault), est un sociologue français.
Ancien élève de Gilbert Durand et de Julien Freund, professeur émérite à l'université Paris-Descartes, Michel Maffesoli a développé un travail autour de la question du lien social communautaire, de la prévalence de l'imaginaire et de la vie quotidienne dans les sociétés contemporaines, contribuant ainsi à l'approche du paradigme postmoderne.
Ses travaux encouragent le développement des sociologies compréhensive et phénoménologique, en insistant notamment sur les apports de Georg Simmel, Alfred Schütz, Georges Bataille et Jean-Marie Guyau.
Il a été membre de l'Institut universitaire de France à partir de septembre 2008, au terme d'une procédure de nomination controversée. D'autres de ses nominations à des instances universitaires sont critiquées par la communauté scientifique française, notamment en raison de la subjectivité de Maffesoli en sciences humaines et de sa perception d'une certaine « sociologie interprétative/postmoderne » à vocation académique.

## Biographie
Dans un texte publié sur le site Internet « La France Forte » lors de la campagne de l'élection présidentielle de 2012, il apparaît parmi des personnalités ayant appelé à voter Nicolas Sarkozy, ce qu'il a par la suite démenti.
En 2014, Michel Maffesoli donne une interview à la radio d'extrême droite Radio Courtoisie sur le thème de la fin des élites. En 2019 et en 2020, le sociologue donne deux conférences auprès du parti royaliste l'Action française. Il participe également à une conférence organisée par Gilbert Collard, député du Rassemblement National, sur le thème : « Liberté d’expression : expression ou extinction ? ».
En 2023, il intervient pour un cours au sein de l'école de cadres du Rassemblement national, Campus Héméra.
Marié en 1969 à Hélène Strohl, il a quatre filles et huit petits-enfants.

## Thèses
Les livres et séminaires de Michel Maffesoli abordent l'imaginaire, la postmodernité, l'analyse du quotidien, le rapport entre esthétique et vie sociale, et comprennent une critique de l'individualisme au regard des résurgences tribales, nomades et communautaires contemporaines. Maffesoli construit principalement sa sociologie en s'interrogeant sur le rapport que nos sociétés entretiennent avec la temporalité. Ses ouvrages peuvent être vus comme un incessant travail d'interprétation du rapport au présent et à l'immédiat, lequel lui semble un des marqueurs principaux d'une époque « postmoderne ». La vie quotidienne lui apparaît ainsi liée à ce qu'il nomme le « Temps immobile », c'est-à-dire qu'elle serait scellée dans un polythéisme des valeurs, au sens wébérien, à la fois structural et récurrent face à une vie de contraintes politiques, sociales ou professionnelles. On retrouve ici la trace de la pensée de Jean-François Lyotard dont Maffesoli suivait les séminaires. Un des concepts-clés de Maffesoli, issu des travaux du sociologue allemand Georg Simmel est celui de "roi clandestin d'une époque", évoquant les phénomènes sociaux peu lisibles et peu visibles, qui entraînent néanmoins des mutations sociétales importantes, souvent loin de l'œil des médias mainstream.
Cette position initiale le conduit à développer plusieurs thèmes :
- le thème de l'imaginaire, que Maffesoli emprunte à son ancien professeur Gilbert Durand en s'inscrivant dans la lignée des travaux du réseau des Centres de Recherche sur l'Imaginaire, est entendu dans le sens d'un ensemble d'images fondatrices qui permettent la médiation et la compréhension du sujet vis-à-vis de son monde environnant. Citant parfois Alfred Schütz à ce propos[7], Maffesoli suggère que l'image ouvre le sujet à une implication dans son contexte de vie. Le partage, avec d'autres, de ces mêmes images structurantes connecte le sujet au social et l'inscrit, par l'incessant mouvement d'écriture et de relecture, dans une intertextualité qui constitue et maintient le groupe, à la fois individuellement et collectivement. Cette position amènera Maffesoli à relativiser la dimension individuelle et rationnelle dans les comportements des personnes, au profit d'influences à la fois collectives et portées par l'image. Selon lui, les formes de socialité peuvent donc être éclairées par l'analyse de formes plus anciennes, c'est-à-dire archétypales, idée qu'il emprunte à Gilbert Durand, lui-même influencé par la psychologie analytique ;
- l'apparence comme creuset de la socialité, dont il identifie des images multiples : les cultes du corps, la mise en scène spectaculaire du politique, l'exacerbation du sensible dans les médias, le renouveau des pratiques festives, etc. Maffesoli conçoit à cet endroit une rupture avec l'épistémè moderne (Foucault), en ce que désormais « la vie peut se cacher à la surface des choses ». Reprenant une intuition bachelardienne — le « mythe de l'intérieur[8] » —, Maffesoli décrit à la fois une société qui se structure par la surface et les signaux faibles, ainsi qu'une posture méthodologique qui décrit les sociétés par leur apparence. Il développera cette position dans son ouvrage La Connaissance ordinaire[9]; ainsi que dans La Contemplation du monde[10], posture qu'il finira par désigner par le terme de « formisme » sociologique ;
- l'organicité des choses, le vitalisme, réhabilitant à ce sujet celui que Søren Kierkegaard nommait « le véritable homme ordinaire » qu'il caractérise, en reprenant Robert Musil, d'« homme sans qualités », y voyant le spécialiste d'une philosophie libertaire de la vie, soulignant la coïncidence de la mort et de la vie, du corps et de l'esprit, de la nature et de la culture.

En outre, Michel Maffesoli insiste sur l'apport des textes de la sociologie allemande, notamment les travaux de Georg Simmel et Alfred Schütz. Il a notamment contribué à la reconnaissance de ce dernier en France avec l'initiative de publier une sélection d'articles parus sous le titre Le Chercheur et le quotidien. Phénoménologie des sciences sociales (éd. Klincksieck, 1987). Maffesoli signe également la préface à la première traduction française du classique essai de sociologie La construction sociale de la réalité (éd. Armand Colin, 1996), coécrit par Peter Berger et Thomas Luckmann qui prolongeait pour une grande part les travaux d'Alfred Schütz dont ils furent les élèves.
Il a accueilli dans son laboratoire des chercheurs travaillant sur les pratiques musicales, notamment le metal et la techno. Il est également l'un des précurseurs sur les études des socialités liées à l'homosexualité, ou celles qui prennent place sur le minitel rose (1991) puis sur Internet. En outre, il a accueilli l'une des premières thèses en sciences sociales sur les pratiques et les imaginaires liés à l'internet.

### Notion de «tribu»
M. Maffesoli publie en 1988 Le Temps des tribus : le déclin de l'individualisme dans les sociétés postmodernes ; il introduit alors la notion de « tribu » ou « néotribu » pour désigner, de manière idéal-typique, la réunion d’un groupe donné (d’initiés) autour d’images qui agissent comme des vecteurs d’une communauté en ce qu’elles permettent « d'éprouver des émotions en commun ». Ces images, qu'il assimile à des « totems de rassemblement » peuvent être un imaginaire d'une musique en particulier (comme la musique métal ou techno), l'imaginaire propre à une communauté sur internet qui partage une passion.
Pour Michel Maffesoli, penser le social en termes de tribalisme revient à s'intéresser à la fois au sens que les acteurs donnent à leurs actions, ainsi que l'avait proposé Max Weber, sans renvoyer pour autant l'origine de l'action à l'individu. C'est dans l'intersubjectif que l'action prend sa source. En ce sens, une décision ou un choix d'un acteur ne sauraient se réduire à l'unique forme de la rationalité qui place l'individu au centre de l'action. Michel Maffesoli propose de voir l'action comme une action collective : une décision serait une initiation, qui implique chaque fois l'Autre (la nature, autrui), renvoyant dans une certaine mesure aux théories de Goffman sur les « rites d'interaction ».
Dans son compte rendu du Temps des tribus, l’ethnologue Jean-François Gossiaux formule une critique forte de l'usage selon lui « superficiel » fait par Maffesoli de la notion ethnologique et anthropologique de « tribu ». Gossiaux rappelle que la tribu, dans son acception anthropologique, « a pour principe le devoir de pérennité. Les rapports internes et les relations à l'extérieur y sont définis par les nécessités de la reproduction, et la loi du groupe s'impose à tous, sans autre alternative que la rupture dramatique. Le tribalisme « fluide », « éparpillé » ou « papillonnant » évoqué [dans l’ouvrage de Maffesoli] », est donc pour Gossiaux un concept vide de sens, qui n'éclaire en rien la réalité sociale occidentale contemporaine dont il prétend pourtant rendre compte.
La notion de tribu a cependant suscité l'intérêt de la recherche en marketing. Le « marketing des tribus » ainsi nommé voit dans cette manière d'envisager la décision une explication renouvelée du comportement du consommateur devenu « volatil » et de plus en plus insaisissable par l'unique modèle de la décision individuelle propre à l'économie.

### Idée de nomadisme
Michel Maffesoli développe dès le début de sa carrière, un intérêt particulier pour l’étude de l’influence de l’espace sur le lien social, qu’il évoque à travers l’expression « le lieu fait le lien »[réf. nécessaire]. Cette idée, souvent reprise[Par qui ?], doit à l’influence des situationnistes qu’il a fréquentés à Strasbourg en 1966-1967 — fait longtemps tu, avant qu’il ne l’évoque dans Du nomadisme (1997–2006).[réf. nécessaire]
Le principe consiste à aborder le sujet social comme fondamentalement inachevé et se complétant dans une expérience relationnelle forte avec une altérité sociale, ainsi que dans une relation à l’espace immédiat. Constatant ce phénomène à partir de différents terrains empiriques (l’espace festif, le lieu touristique, les territoires urbains notamment), Michel Maffesoli relève des moments sociaux durant lesquels les personnes entrent en empathie avec ces formes d’altérité. La théâtralisation de la vie sociale, dans l’expérience de la consommation, du jeu, mais également du travail ou de la vie familiale et amicale, constituent différents rituels par le biais desquels les sujets accèdent à une expérience relationnelle, apaisant une appétence sociale. Ces moments relationnels se succèdent, au fil de « sincérités successives » et dessinent autant de territoires relationnels mouvants et parfois éphémères. Citant Baudrillard, Maffesoli évoque des « territoires en pointillés »[réf. nécessaire].
Est appelée « nomadisme », la carrière du sujet traversant différentes expériences relationnelles lui conférant des formes d’identification multiple, qu’il faut probablement davantage entendre comme un vagabondage identitaire et social, plutôt que comme un tropisme géographique. Ironisant sur ce que l’on appelle parfois les « appareils nomades » (téléphones ou ordinateurs…), Maffesoli indique qu’ils sont a fortiori des outils de sédentarisation identitaire puisqu’ils fixent une identité sociale à une personne, quel que soit le contexte social de son utilisation. Le nomadisme tel que l’aborde Michel Maffesoli est une notion très liée à l’idée de communauté.

### «Formisme» sociologique
Revendiquant l'écart épistémologique et la dissonance cognitive, Maffesoli propose une approche « formiste » de la vie quotidienne inspirée par la « sociologie formelle » (Formalsoziologie) de Georg Simmel. Cette approche insiste sur les rapports de forme qui structurent l'association interindividuelle, ainsi que la dimension sensible de la vie sociale. Qualifier sociologiquement la forme revient à considérer le caractère heuristique de l'apparence, du style, de l'image et, dans une approche plus holistique, de tout « ce qui se donne à voir » dans le quotidien. Parmi les phénomènes typiques susceptibles de faire l'objet de cette approche, Maffesoli dénombre la mode, les pratiques corporelles (tatouage, piercing, cosmétique), le design, la création artistique, ou encore les processus d'identification émotionnelle dans le rapport aux œuvres de fiction (roman, cinéma, théâtre).
La pertinence du caractère fluctuant de la forme se trouve d'abord, selon Maffesoli, chez Nietzsche, duquel il retient que la vie se justifie incessamment en tant qu'expérience esthétique, appuyant l'idée que la surface et les apparences ont une fonction profonde. Citant Hans Robert Jauss avec les théories de la réception de l'École de Constance et Walter Benjamin avec ses études sur la signification sociale de l'œuvre d'art, Maffesoli affirme que la vie sociale repose sur un socle complexe qui comprend dans sa configuration une dimension affective, passionnelle voire irrationnelle. Ainsi, « la sociologie a également affaire à la passion, à la non-logique, à l’imaginaire qui structurent aussi l’activité humaine dont nous sommes les acteurs ou les observateurs » et doit s'intéresser à ce qui résiste au cloisonnement conceptuel . Dans Au creux des apparences (Plon, 1990), il défend l'adoption d'une « hyperrationnalité » […] qui sache intégrer tous ces paramètres que l'on considère habituellement comme secondaires » et s'intéresser aux motifs esthétiques qui sous-tendent les logiques relationnelles.

## Réception nationale et internationale

### Influence internationale
L'œuvre de Michel Maffesoli est traduite, notamment en anglais, danois, portugais, japonais, coréen, grec, espagnol, allemand et italien. Son ouvrage Le Temps des tribus (1988, 1991), est traduit en neuf langues. Des intellectuels et des chercheurs comme Jean Baudrillard, Zygmunt Bauman, Werner Gephart, Derrick de Kerckhove, Franco Ferrarotti, Mike Featherstone, Gianni Vattimo utilisent, ou ont utilisé, ses travaux dans leur réflexion.
Différents laboratoires de recherche outre-atlantique ont repris le nom CEAQ, notamment à l’université [UDLA] à Puebla au Mexique, mais aussi au Brésil ainsi qu'en Corée et en Italie. L'influence du travail de Michel Maffesoli se manifeste également dans différentes revues étrangères. Des universités au Brésil, aux États-Unis, en Corée et en Italie, le sollicitent annuellement pour des conférences. Par ailleurs, Michel Maffesoli a reçu au Brésil une chaire qui porte son nom, un doctorat honoris causa de l'université de Bucarest et de l'Université pontificale catholique du Rio Grande do Sul (Brésil).[évasif]

### Réception critique
Au sein de la communauté scientifique des sociologues français, la scientificité de certains travaux est souvent remise en question, en particulier depuis la controverse autour de la thèse d'Élizabeth Teissier effectuée sous la direction de Michel Maffesoli et accordée par un jury présidé par Serge Moscovici avec la mention « très honorable » sans les félicitations. Cette soutenance a conduit plusieurs sociologues à intervenir pour en remettre en cause sa légitimité.
Les critiques communément adressées aux positions maffesoliennes proviennent de chercheurs en sciences sociales issus de diverses formations épistémologiques, tenants d'une sociologie attachée à des critères de scientificité systématiques et explicites, a minima, portant à démonstration et vérification. Cette opposition s'échelonne selon les intervenants à des degrés variables, ce qui apparaît notamment dans les deux recensions de la première édition de La connaissance ordinaire publiées en 1987 par la Revue française de sociologie. Assez convergentes sur le fond, elles se différencient surtout par leur tonalité : l'une, due à Joffre Dumazedier, mentionne des aspects positifs malgré de fortes réserves, l'autre, par Jean-René Tréanton, est très négative.
L’ethnologue Jean-François Gossiaux, directeur d’études à l’EHESS, est quant à lui revenu de manière très critique sur l’ouvrage Le temps des tribus (1987). J.-F. Gossiaux estime, que l’ouvrage de M. Maffesoli est sous-tendu par de multiples « jugements de valeurs allègrement assumés », et que ce dernier y développe « un véritable éloge du populisme ». Citant Maffesoli, Gossiaux relève que « le vitalisme est en fait [pour Maffesoli] une manière de désigner « [le] peuple, [et] la force collective qui l'anime » (p. 47) — le peuple s'opposant conceptuellement au prolétariat ou à la classe ouvrière. La puissance populaire s'impose fondamentalement [pour Maffesoli] au pouvoir des gouvernants. Gossiaux considère que Maffesoli accumule des « énonciations péremptoires », couplées à « leur commentaire mal assuré » ; il relève les attaques récurrentes de Maffesoli vis-à-vis des « gestionnaires du savoir » et des « pisse-vinaigre de la théorie », et pointe enfin le « flou théorique », le style « analogique » et métaphorique », la « superficialité (délibérée) » des analyses de Maffesoli (notamment en ce qui concerne les « tribus »).
Certains articles sont plus sévères vis-à-vis de l'œuvre de Michel Maffesoli en général. Le sociologue David Evans a publié, en 1997 dans la Sociological Review, un article sur les théories de Michel Maffesoli, et a conclu qu'elles ne constituaient pas un paradigme sociologique enrichissant. Evans a jugé le travail de Michel Maffesoli « incohérent » et « biaisé ». Les comptes-rendus d'ouvrages rédigés par des sociologues étrangers soulignent que l'approche de Michel Maffesoli est subjective et qu'elle manque de réflexivité, un sociologue évoquant même sa sociologie comme une « sociologie de salon ».
En 2003, le sociologue Laurent Tessier publie, dans la Revue française de sociologie, un article intitulé « Musiques et fêtes techno : l’exception franco-britannique des free parties ». Dans son texte, Laurent Tessier confronte les déclarations de Michel Maffesoli sur le phénomène de la free party à ce qu'il observe en se rendant sur ce terrain d'enquête, et en conclut qu'« au terme de [sa] recherche, les idées tirées des théories de Michel Maffesoli semblent plaquées sur les free parties, ignorant la complexité des pratiques des participants et des organisateurs », ce à quoi il rajoute que « l’approche maffesolienne n’explique pas, elle ne permet pas de comprendre la cause de l’apparition spécifique des free parties en un lieu et en un temps donnés ».
En 2011, dans sa recension du livre Sarkologies de Michel Maffesoli, le sociologue Laurent Mucchielli note : « Dans tout [ce] livre, on ne trouve pas une seule fois l'utilisation d'un quelconque corpus de données, ni d'une quelconque méthode. […] Pas une seule analyse serrée d'un document quelconque, pas un seul entretien avec qui que ce soit, pas une seule observation de terrain où que ce soit […]. Il n'y a, au fond, aucun travail scientifique de quelque nature que ce soit. » Au terme de sa recension, Laurent Mucchielli conclut que les travaux de Michel Maffesoli se résument à « un simple discours mêlant le genre littéraire et le genre de l'essai politique », sans lien avec la sociologie.
Michel Maffesoli est qualifié d'« intellectuel réactionnaire », « sarkozyste zélé » et d'« universitaire sarkozyste de référence » par Frédéric Martel dans son ouvrage sur le « sarkozysme culturel ».
Le politiste Jean-Marc del Percio-Vergnaud, dans son ouvrage Quête du Graal postmoderne et temps des tribus. Une nouvelle révolution conservatrice, cherche à montrer que la pensée « métapolitique » de Michel Maffesoli prend place dans le cadre d'une « nouvelle révolution conservatrice », opposée à l'idée d'un État-Providence.
Michel Maffesoli a également été plusieurs fois critiqué par l'association de critique des médias Acrimed, proche de la gauche antilibérale, qui l'accuse notamment de conflit d'intérêts,.

### Canular scientifique paru dans la revueSociétés

#### Publication d'un article-canular dans la revueSociétés
En mars 2015, sur le carnet de recherches en ligne consacré à l'histoire, la sociologie et la philosophie des sciences et des techniques « Carnet Zilsel », les sociologues Manuel Quinon et Arnaud Saint-Martin annoncent la publication par la revue Sociétés d'un texte intitulé « Automobilités postmodernes : quand l'Autolib' fait sensation à Paris», publié sous le pseudonyme fictif de « Jean-Pierre Tremblay ». D'après les auteurs du canular, il s'agissait pour eux de « démonter de l’intérieur, en toute connaissance de cause, la fumisterie de ce que nous appellerons le « maffesolisme » – c’est-à-dire, bien au-delà de la seule personnalité de Michel Maffesoli, le fondateur et directeur de la revue Sociétés, une certaine « sociologie interprétative/postmoderne » à vocation académique ». Les deux auteurs s'étonnent que cette « somme de sottises » ait trouvé place dans « une revue qui (pro)clame sa scientificité ». Afin d'illustrer ce dernier point, B. Floc'h, journaliste pour le quotidien Le Monde, cite un extrait de l'article-canular :

« Ainsi la masculinité effacée, corrigée, détournée même de l’Autolib’ peut-elle (enfin !) laisser place à une maternité oblongue — non plus le phallus et l’énergie séminale de la voiture de sport, mais l’utérus accueillant de l’abri-à-Autolib’. »

De même, cette formule tirée de l'article en question, qui a laissé sans voix une partie de la communauté des sociologues français 

« Son existence précède les flux de son essence et des
extases qu’elle promet à l’abonné-e . »

#### Premières réactions
Dans un premier temps, Michel Maffesoli affirme que deux professeurs d'université ont relu le texte avant publication. Le premier aurait émis un avis négatif ; le second aurait souligné la faiblesse du texte mais l'aurait laissé passer. Puis, en mars 2015, il annonce sa démission de la direction de la revue Sociétés, assumant sa responsabilité.
En avril, M. Maffesoli affirme toutefois que le canular « n'est pas sot du tout, très bien fait […] ». S'appuyant sur ces propos de Maffesoli, qui corroborent les thèses défendues dans le canular, les deux auteurs du pastiche en tirent la conclusion que « de son aveu même, le canular qui a suscité l’hilarité générale condense donc, bel et bien, la singulière manière dont l’ex-directeur de la revue Sociétés (il a en effet depuis annoncé sa démission) se représente le monde ».
La plateforme de publication scientifique Cairn.info a procédé au retrait de l'article-canular, désormais remplacé par un message d'excuse de Michel Maffesoli. Ce retrait, problématique du point de vue de la déontologie de l'édition scientifique, a été signalé par le site anglophone spécialisé Retraction Watch.

#### Réception
Ce canular a été commenté par de nombreux articles journalistiques, en France,,,,,,,, mais aussi à l'étranger,,,,,,,. Il a entraîné la réaction de sociologues français comme Pierre Mercklé, Bernard Lahire, et Michel Dubois. L'astrophysicien Aurélien Barrau a aussi réagi mais sans soutenir la démarche.
Les deux auteurs du canular, Manuel Quinon et Arnaud Saint-Martin, outre leur analyse initiale du « style maffesolien » (qu'ils définissent par un lexique, une rhétorique, une cosmologie et une épistémologie spécifiques) qui leur a permis de confectionner leur pastiche, ont par ailleurs explicité leur démarche dans deux tribunes publiées par le quotidien Le Monde,, ainsi que dans une interview pour le média Vice. Dans une note de recherche publiée en mai sur le Carnet Zilsel, Manuel Quinon est par ailleurs revenu sur les arguments échangés au cours de la polémique, sur sa thèse portant sur la « galaxie de l'imaginaire », ainsi que sur les visions du monde respectives de M. Maffesoli et de l'ancien directeur de thèse de ce dernier, le philosophe et sociologue Gilbert Durand.
Afin de qualifier de manière générale le type d’arguments avancés par M. Maffesoli et certains de ses défenseurs, M. Quinon et A. Saint-Martin ont proposé, en juillet et octobre 2015, de parler de « bêtise » ou de « stupidité épistémique », en se référant en cela aux travaux du philosophe et épistémologue Pascal Engel sur la « bêtise » et le « crétinisme »,,, et à ceux du philosophe Harry Frankfurt sur le « bullshit » (trad. fr. De l'art de dire des conneries). Pour M. Quinon et A. Saint-Martin, « à défaut d’audace [de la pensée], c’est bien plutôt la « bêtise épistémique » […], c’est-à-dire l’indifférence à peu près totale pour la question de la vérité et pour le retour réflexif sur la théorie, qui domine [dans l’argumentation de type « maffesolienne »] ».
Les deux auteurs ont résumé leurs principaux arguments critiques dans une conférence faite à l'Université de Montpellier, en décembre 2015 .

### Réponse aux critiques
La question de la subjectivité en sciences humaines est constamment interrogée dans l'œuvre de Michel Maffesoli, et en particulier dans son ouvrage La Connaissance ordinaire, précis de sociologie compréhensive.
Michel Maffesoli se défend régulièrement contre ces critiques en dénonçant des « règlements de compte » de la part des sociologues n'admettant pas son approche de la sociologie, qui n'est pas, selon lui, une science, mais une « connaissance ».
La toute dernière réponse (2016) est une « Lettre ouverte à Roan Loaec et Gérard Contremoulin », deux francs-maçons critiques à son égard.

## Académie française
Le 26 mai 2011, l'Académie française a enregistré la candidature déposée par Michel Maffesoli au siège laissé vacant par Claude Lévi-Strauss après son décès en 2009.
Lors de l'élection, le 23 juin 2011, il n'obtient aucune voix face à Amin Maalouf,.

## Controverses

### Controverse autour de la thèse de l'astrologue Élizabeth Teissier
Michel Maffesoli est l'objet de vives critiques en avril 2001, au moment de la soutenance de thèse d'Élizabeth Teissier sur l'ambivalence de la réception sociale de l'astrologie, thèse très contestée qu'il a dirigée et dont le jury est présidé par Serge Moscovici à l'université Paris-Descartes. Cette thèse est une thèse de sociologie sur l'astrologie rédigée par Elisabeth Teissier, adressée à Michel Maffesoli par Michèle Gendreau-Massaloux, rectrice de l'Académie de Paris, chancelière des Universités de Paris. En effet, l'impétrante possédait les titres requis pour un travail de doctorat et en sociologie ; il est courant que des professionnels choisissent pour thème d'étude leurs pratiques. En dirigeant cette recherche, Michel Maffesoli estimait a posteriori avoir pris un « risque » vu le profil médiatique de l'impétrante. En revanche, le thème lui paraissait légitime, car tout fait social peut devenir objet d'étude sociologique. Selon lui, la thèse montre que « un Français sur deux consulte » et que « l'astrologie ne cherche pas […] à maîtriser l’Histoire, mais à faire avec les astres. Il s’agit d’une croyance clignotante, caractéristique de la tonalité actuelle ».
L'attribution à Élizabeth Teissier du titre de docteur en sociologie à l'issue de la soutenance, avec la mention « très honorable » mais sans félicitations, par le jury présidé par Serge Moscovici, « a créé une vive polémique au sein de la communauté [scientifique], et a conduit plusieurs sociologues à intervenir pour en remettre en cause la légitimité ».
La thèse a immédiatement suscité de nombreuses critiques dans le milieu de la sociologie française, notamment celle publiée par Le Monde, de Christian Baudelot et Roger Establet le 17 avril 2001, et la pétition adressée, le 30 avril 2001, au président de l'université Paris-Descartes, et signée par 300 sociologues. De nombreuses réactions critiques ont été publiées dans la presse quotidienne nationale, au côté de commentaires moins radicaux. Au-delà de la sociologie, quatre prix Nobel français (Claude Cohen-Tannoudji, Jean-Marie Lehn, Jean Dausset et Pierre-Gilles de Gennes) ont également protesté contre le titre de « docteur » délivré à Élizabeth Teissier par le biais d'une lettre adressée à Jack Lang, ministre de l'éducation nationale à l'époque.
Les aspects scientifiques, philosophiques et sociologiques de la thèse ont été étudiés par un collectif de scientifiques, réunis à l'initiative de l'AFIS (Association française pour l'information scientifique), et issus de plusieurs disciplines, dont des membres du Collège de France. La thèse a ainsi été analysée en détail par un groupe composé d'astrophysiciens et d'astronomes (Jean-Claude Pecker, Jean Audouze, Denis Savoie), par un groupe de sociologues (Bernard Lahire, Philippe Cibois et Dominique Desjeux), d'un philosophe (Jacques Bouveresse) et par des spécialistes des pseudo-sciences (Henri Broch et Jean-Paul Krivine). De cette analyse, il ressort que la thèse ne serait valide d'aucun point de vue, ni sociologique, ni astrophysique, ni épistémologique.
Dans un courriel daté du 23 avril 2001 adressé à de nombreux sociologues, Michel Maffesoli a reconnu que la thèse d'Élizabeth Teissier incluait quelques « dérapages » : « En toute honnêteté, lequel d'entre nous, directeur de thèse n'a pas laissé passer de tels « dérapages » ? […] Il ne faudrait pas que cette thèse serve de prétexte à un nouveau règlement de comptes contre une des diverses manières d’envisager la sociologie. […] Est-ce que cette thèse n'est pas un simple prétexte pour marginaliser un courant sociologique, et disons le crûment, pour faire une chasse à l'homme, en la matière contre moi-même ? ».
À la suite de cette affaire, deux colloques ont été organisés pour discuter du contenu et de la validité de la thèse :
- Une rencontre-débat intitulée « La thèse de sociologie, questions épistémologiques et usages après l'affaire Teissier » a été organisée à la Sorbonne le 12 mai 2001 par l'Association des sociologues enseignants du supérieur (ASES)[94]. Michel Maffesoli fut présent à cette rencontre[95] et assista aux contre-exposés de Christian Baudelot et de Lucien Karpik[96].
- Un colloque intitulé « Raisons et sociétés » a été organisé à la Sorbonne le 18 décembre 2002 afin d'ouvrir une discussion sur le fond et de proposer une réponse théorique aux critiques. Des intellectuels et des scientifiques se sont joints à cet événement, afin de porter le débat sur les enjeux scientifiques soulevés par la polémique. Parmi les invités, se trouvaient notamment Edgar Morin, le physicien Jean-Marc Lévy-Leblond, l'anthropologue Mary Douglas, le sémioticien Paolo Fabbri ou le sociologue Franco Ferrarotti.

Cette controverse a parfois été caricaturée sous les traits d'une opposition entre positivisme et phénoménologie, or les critiques de Michel Maffesoli proviennent de ces deux programmes de recherche, bien que les critiques positivistes aient bénéficié d'une plus grande publicité.
En janvier 2010, Michel Maffesoli a déclaré :

« Je persiste et signe. Et c’est bien cela l’essentiel. Contre le dogmatisme de la pensée unique en sociologie, j’irritais par l’éclectisme des sujets de recherche et par le mode d’approche proposé. Un exemple parmi bien d’autres. Ayant, en un temps où cela n’était pas encore chic, favorisé la création du Groupe d’étude sur l’homosexualité, au sein du CEAQ, et suscité, de ce fait, des mémoires et thèses sur le sujet, je m’étais entendu dire, par un cher collègue, que je « faisais rentrer l’homosexualité à la Sorbonne ». Même reproche, vingt ans plus tard concernant l’astrologie ! En bref, dans la bonne tradition weberienne, tout fait social a vocation à devenir un fait sociologique. »

En août 2012, questionné sur la polémique engendrée par l'affaire dix ans auparavant, il a commenté :

« En trente ans d'enseignement à la Sorbonne, j'ai fait passer 170 thèses, dont trois sur l'astrologie. Je suis, en ce domaine comme en beaucoup d'autres, un mécréant absolu. Ma règle en sociologie est la suivante : un fait, s'il est social, devient un fait sociologique. Il est là, on le traite. 50 % des Français consultent leur horoscope, et il ne me paraît pas infamant qu'une personne directement impliquée dans le sujet en question en parle. Le tout est de savoir comment elle doit en parler. À l'encontre de l'idée dominante en France — traiter les faits sociaux comme des choses —, je pense qu'il est possible d'intégrer la subjectivité. […] Autrement dit, il s'agissait d'analyser comment les médias se comportaient par rapport à l'astrologie, et non de faire l'apologie de celle-ci. »

### Nomination au conseil d'administration du CNRS
En 2005, la nomination de Michel Maffesoli au conseil d'administration du Centre national de la recherche scientifique (CNRS) a provoqué un tollé dans la communauté scientifique. Le décret du 5 octobre 2005 par laquelle cette nomination a pris lieu précisait que la nomination se justifiait « en raison de [sa] compétence scientifique et technologique ».
Une pétition intitulée « Un conseil d’administration du CNRS doublement inacceptable ! » a été lancée à la suite de cette nomination. Les pétitionnaires protestaient à la fois contre le non-respect de la parité homme/femme et contre la nomination de Michel Maffesoli, jugée irrespectueuse de « la nécessité de la crédibilité scientifique du conseil d’administration ». La pétition remarquait ainsi : « […] il est pour le moins étonnant de voir nommer comme représentant des disciplines « Homme et Société » Michel Maffesoli, un universitaire bien connu pour ses prises de position anti-rationalistes et anti-scientifiques. Pourquoi nommer quelqu’un qui a suscité, il y a peu, la réprobation de l’ensemble de la communauté scientifique en commettant une grave faute : l’attribution du titre de docteur en sociologie à une astrologue, Elizabeth Teissier, dont la thèse faisait l’apologie de l’astrologie ? ».
La pétition a recueilli, d'octobre 2005 à février 2007, 3 000 signatures dont celles des professeurs Christian Baudelot, Stéphane Beaud, François de Singly, Jean-Louis Fabiani, Bernard Lahire, Louis Pinto, Alain Trautmann, Loïc Wacquant, Florence Weber et des étudiants.

### Nomination au Conseil national des universités
Fin 2007, la nomination par le gouvernement Fillon de Michel Maffesoli — et d'autres sociologues appartenant au même courant de recherche[évasif] — au Conseil national des universités (CNU), section 19 (sociologie, démographie) provoque une protestation de l'Association des sociologues enseignants du supérieur (ASES) et de l'Association française de sociologie (AFS) qui publient le communiqué suivant :

« La communauté des sociologues par le biais de ses institutions représentatives (AFS, ASES) déplore qu'un tiers des nominations effectuées par le ministère à la 19e section du CNU (sociologie, démographie) ait été employé au profit d'une seule école de pensée ; elle demande au CNU d'être particulièrement vigilant pour les qualifications et de s'assurer que les candidats aient fait la démonstration d'une maitrise du lien entre problématisation théorique et mise en œuvre d'un corpus systématisé de données empiriques. »

Suivant sa nomination controversée à la section 19 du Conseil national des universités (CNU), la promotion de Michel Maffesoli au rang de Professeur de classe exceptionnelle 2 par les membres de cette même section en juin 2009 a été vivement contestée par la communauté scientifique française, au même titre que celles de Gilles Ferréol et Patrick Tacussel, également membres de la section 19 du Conseil national des universités et promus au rang de Professeurs de classe exceptionnelle 1.
Cette controverse a soulevé d'autres questions sur la composition de cette section, au sein de laquelle le courant maffesolien de la sociologie française se trouve en nette sur-représentation. Le sociologue Stéphane Beaud a pu ainsi faire remarquer :

« Le fait qu’il y ait un tiers de nommés a joué un rôle majeur dans [cette controverse] parce que le ministre a sciemment nommé massivement des sociologues (professeurs et MCF) qui appartiennent à un courant non seulement très marginal dans la discipline (le courant « maffesolien ») mais un courant aussi totalement discrédité aux yeux de la majorité des sociologues depuis l’« affaire Teissier ». »

En juin 2002, à la suite de l'affaire « Elizabeth Teissier », Michel Maffesoli avait proposé de supprimer le CNU, en dénonçant le pouvoir de contrôle « du petit clan de ceux qui sont dans toutes les commissions sur tous les autres ». En 2010, il a publié un essai contre les personnes ayant dénoncé les auto-promotions au CNU, dont la sienne. Dans ce texte, Michel Maffesoli qualifie notamment les 633 signataires de la pétition protestant contre son auto-promotion de « menu fretin » et de « bas clergé (…) tourmenté par la vérole ».
Après avoir proposé en 2002 de supprimer le CNU qu'il jugeait « superfétatoire », Michel Maffesoli participe en 2009 aux travaux de la section 19 du CNU et notamment à l'auto-promotion controversée de ses propres membres.

### Nomination à l’institut universitaire de France
Michel Maffesoli fait partie des personnes nommées à l'institut universitaire de France par un arrêté pris par la ministre de l'Enseignement supérieur et de la Recherche, Valérie Pécresse, en août 2008. Cet arrêté fut au centre d'une controverse sur la nomination de personnes non retenues par les jurys de l'Institut, situation qui concernait Michel Maffesoli en 2008 et qui lui valut différentes critiques, notamment celle de l'économiste Élie Cohen, alors président du jury, et qui déclara que Michel Maffesoli « n’aurait jamais été retenu par le jury même s’il y avait eu plus de places ». Selon un autre membre du jury, Bruno Pinchard, Michel Maffesoli avait été inscrit sur une liste complémentaire vu la qualité de son dossier. C'est ce qui a permis à la ministre de le nommer en créant un poste supplémentaire.[réf. nécessaire]

## Publications
- Logique de la domination, Paris, PUF, 1976.
- avec Alain Pessin La Violence fondatrice, Paris, éd. Champ urbain, 1978[113].
- La Violence totalitaire, Paris, PUF, 1979 ; rééd. 1994 La Violence totalitaire. Essai d’anthropologie politique, Paris, Méridiens–Klincksieck.
- La Conquête du présent. Pour une sociologie de la vie quotidienne, Paris, PUF 1979.
- « La dynamique sociale. La société conflictuelle », thèse d’État, Service des publications des thèses, Lille, 1981.
- L'Ombre de Dionysos, Le Livre de Poche, 1982, rééd. 1991.
- Essai sur la violence banale et fondatrice, 1984, Paris, Librairie Méridiens–Klincksieck. Rééd. 2009, 2014, CNRS Éditions.
- La Connaissance ordinaire. Précis de sociologie compréhensive, 1985, Paris, Librairie des Méridiens ; rééd. 2007, Paris, Klincksieck[114].
- « La société est plusieurs » in Une anthropologie des turbulences, M. Maffesoli (sous la dir.), 1985, Berg International éditeurs, p. 175-180.
- Le Temps des tribus, 1988 ; Le Livre de Poche, 1991[115],[116].
- Au creux des apparences. Pour une éthique de l'esthétique, 1990, Paris, Plon ; rééd. 1993, Le Livre de Poche.
- La Transfiguration du politique, La Table Ronde, 1992 ; Le Livre de Poche, 1995.
- La Contemplation du monde, 1993, Le Livre de Poche, 1996.
- Éloge de la raison sensible, Paris, Grasset, 1996.
- Du nomadisme. Vagabondages initiatiques, Paris, Le Livre de Poche, 1997.
- La Part du diable ; précis de subversion postmoderne, Flammarion, 2002, Paris[117].
- L’Instant éternel. Le retour du tragique dans les sociétés postmodernes, Paris, La Table Ronde, 2003[118].
- Le Voyage ou la conquête des mondes, Paris, éd. Dervy, coll. « Paroles retrouvées », 2003.
- Notes sur la postmodernité : Le lieu fait lien, Éditions du Félin, 2003.
- Le Rythme de vie. Variation sur l’imaginaire post-moderne, Paris, éd. Table Ronde, coll. « Contretemps », 2004, 260 p. .
- Pouvoir des hauts lieux , dans Pierre Delorme (dir.) La Ville autrement, Sainte-Foy, Presse de l’Université du Québec, 2005.
- (sous la direction de Denis Jeffrey et Michel Maffesoli), La Sociologie compréhensive, Les Presses de l'Université Laval, 2006.
- Pour retrouver la parole. Le retour des frères, La Table Ronde, Paris, 2006 (avec Bruno Étienne, Alain Bauer, Roger Dachez)
- Le Réenchantement du monde. Morales, éthiques, déontologies, Paris, éd. Table Ronde, 2007.
- Iconologies. Nos idol@tries postmodernes, Paris, Albin Michel, 2008.
- Après la modernité ? La conquête du présent ; la violence totalitaire ; la logique de la domination, Paris, éd. du CNRS, coll. « Compendium », 2008.
- La République des bons sentiments, éd. du Rocher, 2008.
- « C’est au nom de la morale qu’on massacre les peuples » in Spectacle du Monde, entretien avec Richard Kitaeff, février 2008, p. 46-49.
- Apocalypse, Paris, CNRS éditions, 2009.
- Mutualisme financier, société de personnes et postmodernité (avec Marc Pouzet), CNRS, 2009.
- Matrimonium : Petit traité d'écosophie, Paris, CNRS éditions, 2010[119].
- Qui êtes-vous Michel Maffesoli ?, Paris, Bourin éditeur, 2010.
- Le temps revient : Formes élémentaires de la postmodernité, Desclée de Brouwer, coll. "Des Paroles et des Hommes", 2010.
- La Passion de l'ordinaire : miettes sociologiques., Paris, CNRS Éditions, « CNRS Sociologie », 2011.
- La crise est dans nos têtes !, Paris, Jacob-Duvernet, 2011.
- Sarkologies. Pourquoi tant de haine(s) ?, Paris, Albin Michel, 2011[120],[121],[122].
- Homo eroticus. Des communions émotionnelles, Paris, CRNS Éditions, coll. "Socio/Anthropo", 2012.
- L’Homme postmoderne, avec Brice Perrier, Paris, Bourin éditeur, coll. "Société", 2012.
- avec Hélène Strohl, Les nouveaux bien-pensants, Éditions du Moment, 2014.
- Imaginaire et Postmodernité, Manucius, 2014.
- L’ordre des choses : Penser la postmodernité, CNRS Éditions, 2014.
- Le Trésor caché. Lettre ouverte aux francs-maçons et à quelques autres., Paris, Léo Scheer, 2015[123].
- La France étroite. Face à l'intégrisme laïc, l'idéal communautaire (avec Hélène Strohl), Paris, Éditions du Moment, 2015.
- La parole du silence, Cerf, 2016, 169 pages.
- Ecosophie : Une écologie pour notre temps, Cerf, Coll. Idées, 2017, 256 p.
- Être postmoderne (postface d'Hélène Strohl), Cerf, Coll. Idées, 2018, 248 p.
- La Force de l'imaginaire : contre les bien-pensants, éditions Liber, 2019, 160 p.
- Participation à l'ouvrage de Marc Welinski Comment bien vivre la fin de ce monde, Éditions Guy Trédaniel, 2021.
- L'Ère des soulèvements, Paris, Cerf, 2021, 182 p.
- L'ombre de Dionysos, Paris, Cerf, 2022, 267 p.
- Logique de l'assentiment, Paris, Cerf, 2023.
- Le temps des peurs, Paris, Cerf, 2023.
- Le Grand Orient - Les Lumières sont éteintes, Paris, Guy Trédaniel, 2023.
- La Franc-maçonnerie peut-elle réenchanter le monde?, Paris, Dervy Livres, 2023.
- Apologie. Autobiographie intellectuelle, Paris, Éditions du Cerf, 2025.

## Distinction
- Chevalier de la Légion d'honneur